# Сольский, Яков Порфирьевич
Яков Порфирьевич Сольский (7 февраля 1923, с. Кайдачиха, Винницкая область, УССР, СССР — 6 декабря 2009, Киев, Украина) — известный украинский и советский учёный, акушер-гинеколог, организатор здравоохранения, доктор медицинских наук (1968), профессор (1980), Заслуженный деятель науки и техники Украины (1997). Академик Украинской Академии Наук (УАН, 1995) и Нью-Йоркской академии наук (1997)[значимость факта?]. Почетный профессор Винницкого национального медицинского университета им. Н. И. Пирогова (1994), Номинант «Золотої книги Украінської еліти» (2001)9, пожизненный государственный стипендиат Украины.

## Биография
Родился 7 февраля 1923 года в с. Кайдачиха Винницкого района Винницкой области в многодетной крестьянской семье.
После окончания средней школы поступил в Киевский политехнический институт, обучение в котором, по окончании первого курса, было прервано Великой Отечественной войной. С первых месяцев войны — на фронте: вначале в составе І-го Киевского городского партизанского отряда спецназначения «Победа или смерть», а в дальнейшем — в составе І-го Украинского фронта. После очередного тяжелого ранения 30 июля 1944 г. находился на лечении в эвакогоспитале, а в конце ноября 1944 г. был демобилизован как инвалид ВОВ ІІ группы.
После демобилизации поступил в Винницкий медицинский институт, который успешно закончил в 1949 году. Во время учёбы был первым Сталинским стипендиатом. По окончании клинической ординатуры работал ассистентом кафедры акушерства и гинекологии Винницкого мединститута, а с 1960 года совмещал преподавание с должностью главного акушера-гинеколога Винницкого облздравотдела.
В 1962 г., после защиты кандидатской диссертации на тему «Новокаино-пенициллиновая терапия воспалительных заболеваний женских половых органов», был избран руководителем отдела патологии беременных Киевского НИИ педиатрии, акушерства и гинекологии (ныне Институт педиатрии акушерства и гинекологии АМН Украины).
В 1966 — 68 гг. был заместителем директора Института Педиатрии, акушерства и гинекологии (ИПАГ) по научной работе.
В 1968 году успешно защитил докторскую диссертацию на тему «Материнская смертность от кровотечений и разрывов матки в условиях сельской местности и мероприятия по её снижению».
С 1969 г. по 1974 г. заместитель председателя Ученого совета МЗ УССР.
С 1974 г по 1983 г. — главный акушер-гинеколог МЗ УССР.
В 1969—2000 руководитель отдела гинекологии ИПАГ, где затем продолжал работать до последнего дня жизни.
Скончался 6 декабря 2009 года, похоронен на Байковом кладбище Киева.

## Научная и общественная деятельность
Во время работы главным акушером-гинекологом приложил много усилий для внедрения современных методов контрацепции, уделял особое внимание организации ургентной помощи в родовспомогательных учреждениях, обеспечению всех родовспомогательных учреждений ургентными наборами для оказания неотложной помощи. Большое внимание уделял повышению квалификации акушеров-гинекологов женских консультаций и стационаров в области основных видов акушерской патологии (кровотечения, гестозы, гнойно-септические осложнения, слабость родовой деятельности, недонашивание беременности и др.). С этой целью систематически проводились республиканские, областные, межобластные и межрайонные научно-практические конференции. Особое внимание уделялось не только разбору причин материнской и перинатальной смертности, но и случаям разрывов матки, эклампсии, массивных акушерских кровотечений, которые заканчивались выздоровлением. Во всех родовспомогательных учреждениях были созданы группы ургентных доноров, были разработаны и строго контролировались задачи, права и обязанности районных акушеров-гинекологов.
Был членом редакционных коллегий журналов «Педіатрія, акушерство та гінекологія», «Репродуктивное здоровье женщины», «Проблемы остеологии», почетным членом Президиума Киевского городского отделения Ассоциации акушеров-гинекологов Украины, которое он возглавлял с 1997 г. по 2006 г., вице-президентом Всеукраинской ассоциации «Менопауза и репродуктивное здоровье».
Автор более 400 научных работ, в том числе, 23 монографий и пособий для врачей. Им подготовлено 8 докторов и 32 кандидата медицинских наук. Воспитал плеяду известных акушеров гинекологов (среди них член-кор. АМН Украины, профессор Татарчук Т. Ф., член-кор. АМН Украины, профессор Каминский В. В., профессор Жук С. И., д.мед.наук Захаренко Н. Ф., д.мед.н. Косей Н. В. и др.). Стал родоначальником династии акушеров-гинекологов (сын, дочь и старший внук пошли по его стопам).
Основное направление научных работ — организация акушерско-гинекологической службы, профилактика и лечение терминальных состояний, прогнозирование, диагностика и лечение гнойно-септических заболеваний, акушерско-гинекологическая заболеваемость на промышленных предприятиях, планирование семьи, гинекологическая эндокринология.
Основные монографии: «Акушерська допомога на селі» (1971 г.), «Воспалительные заболевания женских половых органов» (1975 г.), «Практическое акушерство» (1976 г.), «Гинекологическая эндокринология» (1976 г.), «Профилактика терминальных состояний у беременных, рожениц и родильниц»(1976 г.), «Послеродовой и послеабортный сепсис» (1979 г.), «Организация акушерско-гинекологической помощи» (1980 г.), «Септический шок в акушерско-гинекологической практике»(1982 г., 1990 г.), «Интенсивная терапия и реанимация в акушерской практике» (1984 г.), «Аборт и его осложнения» (1984 г.), «Справочник по акушерско-гинекологической эндокринологии» (1989 г.), «Эндокринная гинекология» (2003 г.), «Развитие охраны материнства и детства и родовспоможения в Украине» (2008 г.) и др.
В 2000 г. была опубликована автобиографическая повесть «Круті дороги до храму».
Будучи выдающимся ученым и врачом, в то же время никогда не забывал про свое военное прошлое, принимал активное участие в общественной деятельности ветеранов, был членом Президиума Киевской областной организации бывших партизан и подпольщиков Великой Отечественной войны. Своими силами организовал и поддерживал музей партизанского отряда спецназначения «Перемога або смерть» в школе № 47 города Киева.

## Семья
Жена: Сольская Галина Григорьевна (1926—2009) — врач-рентгенолог, организатор здравоохранения. С 1965 г. зам. главврача, а с 1969 по 1986 гг. — главным врачом Поликлиники № 2 4-го Главного Управления МЗ УССР. После чего возглавляла Медицинскую амбулаторию при Кабинете Министров УССР (1986—1989)
Сын: Сольский Сергей Яковлевич (1952 г.р.) — врач акушер-гинеколог, доцент кафедры акушерства и гинекологии № 2 Национального медицинского университета имени А. А. Богомольца. В 1995 году одним из первых в Украине начал заниматься хирургической лапароскопией в гинекологии.
Дочь: Кононенко Ирина Яковлевна (1959 г.р.) — врач акушер-гинеколог, репродуктолог. Работает в Институте Репродуктивной Медицины.

## Награды
5 орденов и 19 медалей: Ордена Великой Отечественной войны І и ІІ степени, «За мужество» ІІІ степени, «За заслуги» ІІІ степени, медали «За боевые заслуги». «За оборону Киева», «За победу над Германией в Великой Отечественной войне 1941—1945 гг.» и др.